# Meflochina
La  Meflochina  è un principio attivo di indicazione specifica contro la malaria, commercializzato in varie parti del mondo con i marchi Lariam, Mephaquin o Mefliam.

## Storia
Come altri medicinali antimalarici anche la meflochina fu scoperta grazie al lavoro iniziato dal 1963 svolto dal Walter Reed Institute of Medical Research, prima studiata sugli animali e vedendo la tolleranza successivamente utilizzata sull'uomo.

## Indicazioni
È utilizzato come medicinale per il trattamento chemio-profilattico del Plasmodium vivax e Plasmodium falciparum resistente alla clorochina. La meflochina è utilizzata sia per prevenire che per trattare alcune forme di malaria.

## Controindicazioni
La meflochina è controindicata nei pazienti trattati con chinino nelle precedenti 24 ore o con alofantrina nei precedenti 7 giorni. È anche controindicata in persone che per il loro lavoro necessitano di un alto grado di attenzione e coordinazione (come i piloti d'aereo). È sconsigliata l'assunzione di meflochina nel primo trimestre di gravidanza e in pazienti con ipersensibilità nota al farmaco.

## Dosaggi
- Adulti, 250 mg 1 volta alla settimana.
- Bambini, (tra 5 e 9 anni) è di 20 mg/kg PO una volta.
- Bambini, (25–45 kg) è di 187,5 mg 1 volta alla settimana.
- Bambini, (16–25 kg) è 125 mg 1 volta alla settimana.

## Farmacodinamica
La primachina ha un'azione distruttiva nei confronti nelle forme tardive e latenti del Plasmodium vivax e Plasmodium ovale.

## Effetti indesiderati
Alcuni degli effetti indesiderati sono vomito, nausea, anoressia, insonnia, dolore addominale, vertigini, cefalea, atassia, ansia, astenia, dolore toracico, tachicardia, mialgie, artralgie, leucopenia, alopecia, bradicardia, convulsioni, ipertensione, disturbi della vista.
La meflochina può interferire con il vaccino orale anti-tifico che va completato prima di cominciare l'eventuale profilassi.